# 62. Tony-gála
A 62. Tony-gála a 2007/2008-as szezon legjobb Broadway színházi alakításait értékelte. A díjátadót 2008. június 15-én tartották a New York-i Radio City Music Hallban, a műsor házigazdája Whoopi Goldberg volt. A ceremóniát a CBS televízióadó közvetítette élőben, a jelöltek listáját David Hyde Pierce és Sara Ramirez jelentette be 2008. május 13-án.

## Győztesek és jelöltek
A nyertesek félkövérrel jelölve.
| Legjobb színdarab | Legjobb musical |
| --- | --- |
| - Augusztus Oklahomában – Tracy Letts - Rock ’n’ Roll – Tom Stoppard - Tengeren – Conor McPherson - 39 lépcsőfok – Patrick Barlow | - In the Heights - Cry-Baby - Passing Strange - Xanadu |
| Legjobb színdarab újra a színpadon | Legjobb musical újra a színpadon |
| - Boeing, Boeing – Leszállás Párizsban - Hazatérés - Veszedelmes viszonyok - Macbeth | - Déltenger - Grease - Gypsy - Sunday in the Park with George |
| Legjobb férfi főszereplő színdarabban | Legjobb női főszereplő színdarabban |
| - Mark Rylance – Boeing, Boeing – Leszállás Párizsban (Robert) - Ben Daniels – Veszedelmes viszonyok (Le Vicomte de Valmont) - Laurence Fishburne – Thurgood (Thurgood Marshall) - Rufus Sewell – Rock ’n’ Roll (Jan) - Patrick Stewart – Macbeth (Macbeth) | - Deanna Dunagan – Augusztus Oklahomában (Violet Weston) - Eve Best – Hazatérés (Ruth) - Kate Fleetwood – Macbeth (Macbeth) - S. Epatha Merkerson – Térj vissza, kicsi Sheba! (Lola Delaney) - Amy Morton – Augusztus Oklahomában (Barbara Fordham)                                      |
| Legjobb férfi főszereplő musicalben | Legjobb női főszereplő musicalben |
| - Paulo Szot – Déltenger (Emile de Becque) - Daniel Evans – Sunday in the Park with George (George) - Lin-Manuel Miranda – In the Heights (Usnavi) - Stew – Passing Strange (Narrátor) - Tom Wopat – A Catered Affair (Tom Hurley)                          | - Patti LuPone – Gypsy (Mama Rose) - Kerry Butler – Xanadu (Kira/Clio) - Kelli O'Hara – Déltenger (Ensign Nellie Forbush) - Faith Prince – A Catered Affair (Agnes 'Aggie' Hurley) - Jenna Russell – Sunday in the Park with George (Dot/Marie)                                          |
| Legjobb férfi mellékszereplő színdarabban | Legjobb női mellékszereplő színdarabban |
| - Jim Norton – Tengeren (Richard Harkin) - Bobby Cannavale – Mauritius (Dennis) - Raúl Esparza – Hazatérés (Lenny) - Conleth Hill – Tengeren (Ivan Curry) - David Pittu – Is He Dead? (További szereplők)                                                   | - Rondi Reed – Augusztus Oklahomában (Mattie Fae Aiken) - Sinéad Cusack – Rock ’n’ Roll (Eleanor/Esme) - Mary McCormack – Boeing, Boeing – Leszállás Párizsban (Gretchen) - Laurie Metcalf – November (Clarice Bernstein) - Martha Plimpton – Top Girls (Joan/Angie)                     |
| Legjobb férfi mellékszereplő musicalben | Legjobb női mellékszereplő musicalben |
| - Boyd Gaines – Gypsy (Herbie) - Daniel Breaker – Passing Strange (Youth) - Danny Burstein – Déltenger (Luther Billis) - Robin de Jesús – In the Heights (Sonny) - Christopher Fitzgerald – Young Frankenstein (Igor)                                       | - Laura Benanti – Gypsy (Louise) - de'Adre Aziza – Passing Strange (Edwina/Marianna/Sudabey) - Andrea Martin – Young Frankenstein (Frau Blücher) - Olga Merediz – In the Heights (Abuela Claudia) - Loretta Ables Sayre – Déltenger (Bloody Mary)                                        |
| Legjobb szövegkönyv musicalben | Legjobb eredeti zene |
| - Stew – Passing Strange - Mark O'Donnell, Thomas Meehan – Cry-Baby - Quiara Alegría Hudes – In the Heights - Douglas Carter Beane – Xanadu | - In the Heights – Lin-Manuel Miranda (zene és dalszöveg) - Cry-Baby – David Javerbaum, Adam Schlesinger (zene és dalszöveg) - The Little Mermaid – Alan Menken (zene), Howard Ashman, Glenn Slater (dalszöveg) - Passing Strange – Stew (zene és dalszöveg), Heidi Rodewald (dalszöveg) |
| Legjobb díszlettervezés színdarabban | Legjobb díszlettervezés musicalben |
| - Todd Rosenthal – Augusztus Oklahomában - Peter McKintosh – 39 lépcsőfok - Scott Pask – Veszedelmes viszonyok - Anthony Ward – Macbeth | - Michael Yeargan – Déltenger - David Farley, Timothy Bird, The Knifedge Creative Network – Sunday in the Park with George - Anna Louizos – In the Heights - Robin Wagner – Young Frankenstein                                                                                           |
| Legjobb jelmeztervezés színdarabban | Legjobb jelmeztervezés musicalben |
| - Katrina Lindsay – Veszedelmes viszonyok - Gregory Gale – Cyrano de Bergerac - Rob Howell – Boeing, Boeing – Leszállás Párizsban - Peter McKintosh – 39 lépcsőfok                                                                                          | - Catherine Zuber – Déltenger - David Farley – Sunday in the Park with George - Martin Pakledinaz – Gypsy - Paul Tazewell – In the Heights |
| Legjobb látványtervezés színdarabban | Legjobb látványtervezés musicalben |
| - Kevin Adams – 39 lépcsőfok - Howard Harrison – Macbeth - Donald Holder – Veszedelmes viszonyok - Ann G. Wrightson – Augusztus Oklahomában | - Donald Holder – Déltenger - Ken Billington – Sunday in the Park with George - Howell Binkley – In the Heights - Natasha Katz – The Little Mermaid |
| Legjobb hangkeverés színdarabban | Legjobb hangkeverés musicalbeb |
| - Mic Pool – 39 lépcsőfok - Simon Baker – Boeing, Boeing – Leszállás Párizsban - Adam Cork – Macbeth - Ian Dickson – Rock ’n’ Roll | - Scott Lehrer – Déltenger - Acme Sound Partners – In the Heights - Sebastian Frost – Sunday in the Park with George - Dan Moses Schreier – Gypsy |
| Legjobb színdarabrendező | Legjobb musicalrendező |
| - Anna D. Shapiro – Augusztus Oklahomában - Maria Aitken – 39 lépcsőfok - Conor McPherson – Tengeren - Matthew Warchus – Boeing, Boeing – Leszállás Párizsban                                                                                               | - Bartlett Sher – Déltenger - Sam Buntrock – Sunday in the Park with George - Thomas Kail – In the Heights - Arthur Laurents – Gypsy |
| Legjobb koreográfia | Legjobb zenekar |
| - Andy Blankenbuehler – In the Heights - Rob Ashford – Cry-Baby - Christopher Gattelli – Déltenger - Dan Knechtges – Xanadu | - Alex Lacamoire, Bill Sherman – In the Heights - Jason Carr – Sunday in the Park with George - Stew, Heidi Rodewald – Passing Strange - Jonathan Tunick – A Catered Affair |

### Különdíjak
- A legjobb körzeti színház: Chicago Shakespeare Theater
- Színházi életműdíj: Stephen Sondheim
- Tony-különdíj: Robert Russell Bennett, zenekari teljesítményéért

## Előadott számok
- Az oroszlánkirály ("Az élet az úr", a darab 10. évfordulója alkalmából)
- Grease ("Grease", "We Go Together" — Max Crumm, Laura Osnes)
- Gypsy ("Everything's Coming Up Roses" — Patti LuPone, Boyd Gaines, Laura Benanti)
- Déltenger ("There Is Nothin' Like A Dame", "Some Enchanted Evening", "(I'm in Love with) a Wonderful Guy")
- Sunday in the Park with George ("Move On" — Daniel Evans, Jenna Russell)
- Cry-Baby ("A Little Upset")
- Passing Strange ("Keys (Marianna)"/"Keys (It's Alright)" — Stew, Daniel Breaker, De'Adre Aziza
- In the Heights ("In the Heights"/"96,000" — Lin-Manuel Miranda)
- Xanadu ("Don't Walk Away")
- The Little Mermaid ("Part of Your World" — Sierra Boggess)
- A Catered Affair ("Vision" — Faith Prince, Leslie Kritzer és Matt Cavenaugh táncával kiegészülve)
- Young Frankenstein ("Deep Love" — Megan Mullally, Shuler Hensley)
- Rent ("La Vie Boheme", "Seasons of Love" — Anthony Rapp)[2]

## Műsorvezetők
A gálán az alábbi műsorvezetők működtek közre:

- Alec Baldwin
- Gabriel Byrne
- Julie Chen
- Kristin Chenoweth
- Glenn Close
- Harry Connick, Jr.
- Laurence Fishburne
- Whoopi Goldberg
- Richard Griffiths
- Laura Linney
- John Lithgow
- Liza Minnelli
- Mary-Louise Parker
- Mandy Patinkin
- David Hyde Pierce
- Daniel Radcliffe
- Brooke Shields
- Marisa Tomei
- Lily Tomlin
- John Waters
- Adam Duritz

## Fordítás
- Ez a szócikk részben vagy egészben  a(z)   62nd Tony Awards című angol Wikipédia-szócikk fordításán alapul.  Az eredeti cikk szerkesztőit annak laptörténete sorolja fel. Ez a jelzés csupán a megfogalmazás eredetét és a szerzői jogokat jelzi, nem szolgál a cikkben szereplő információk forrásmegjelöléseként.